# Цветан Алексов
Цветан Алексов е български революционер, войвода на Вътрешната македоно-одринска революционна организация.

## Биография
Алексов е роден в поречкото село Сланско, тогава в Османската империя. Влиза във ВМОРО. При избухването на Илинденско-Преображенското въстание в 1903 година оглавява четата на Сланско и участва в защитата на Крушево.